# Ulla Werbrouck

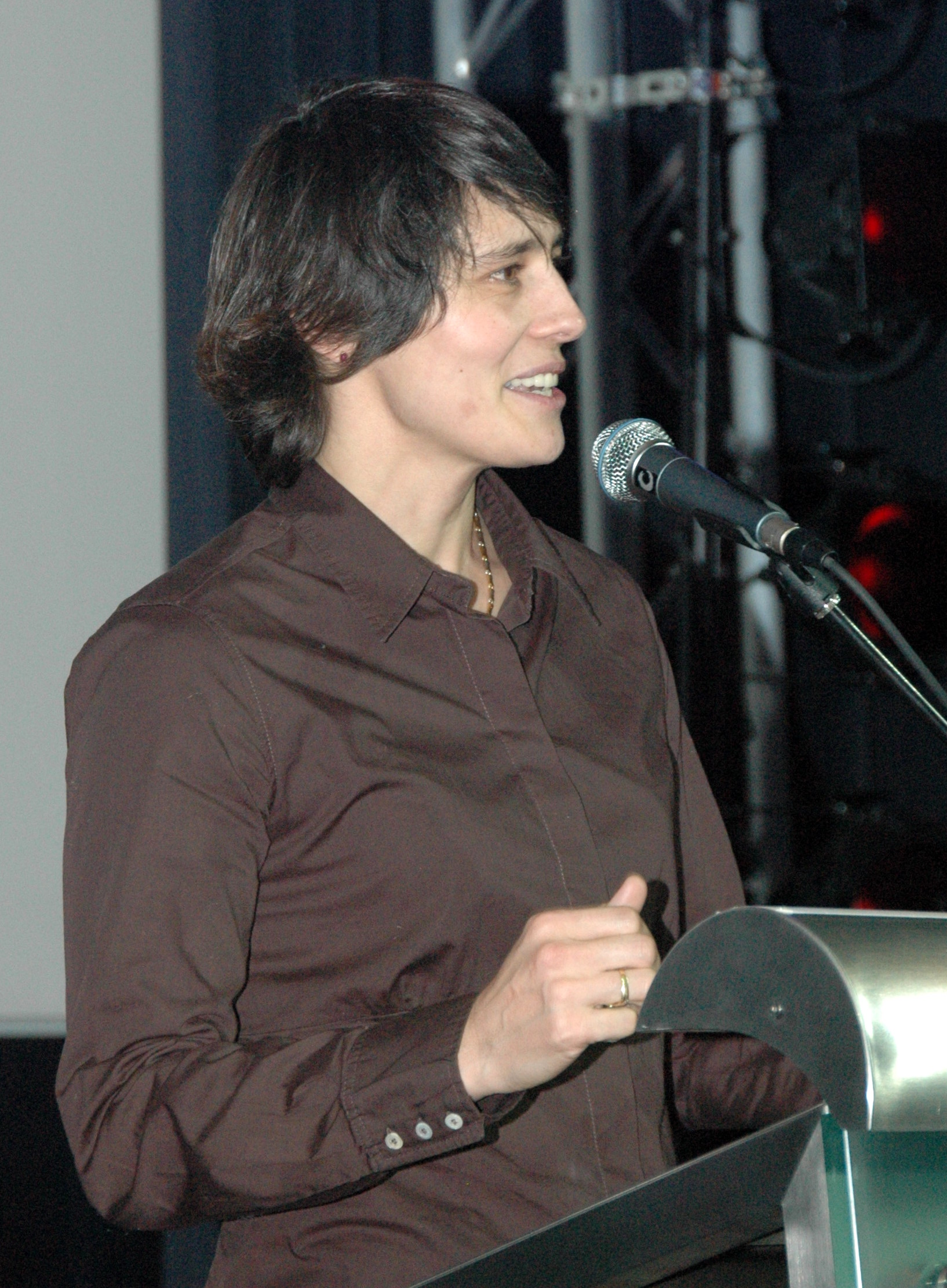

Ulla Werbrouck (* 24. Januar 1972 in Izegem) ist eine belgische Judoka und Politikerin. Sie ist siebenfache Europameisterin und wurde 1996 Olympiasiegerin.
Werbrouck gehörte ab Mitte der 1990er Jahre zu den stärksten Judoka der Welt. Ihren ersten internationalen Erfolg feierte sie 1994 mit dem Europameistertitel in der Kategorie bis 72 Kilogramm. Den Titel konnte sie dreimal erfolgreich verteidigen (1995, 1996, 1997). Nach der Neueinteilung der Gewichtsklassen wurde sie noch dreimal in der Kategorie bis 70 Kilogramm Europameisterin (1998, 1999, 2001).
Ihre erfolgreiche Karriere krönte sie 1996 bei den Olympischen Sommerspielen 1996 in Atlanta, wo sie im Halbschwergewicht Olympiasiegerin wurde. Für diese Leistung wurde sie in ihrem Heimatland 1996 zur Sportlerin des Jahres gewählt.
2007 wurde sie in die belgische Abgeordnetenkammer gewählt. Sie trat für die LDD an, die von ihrem früheren Judotrainer Jean-Marie Dedecker gegründet und geführt wurde. 2009 wechselte sie in das Flämische Parlament.